# 嵯峨嵐山車站

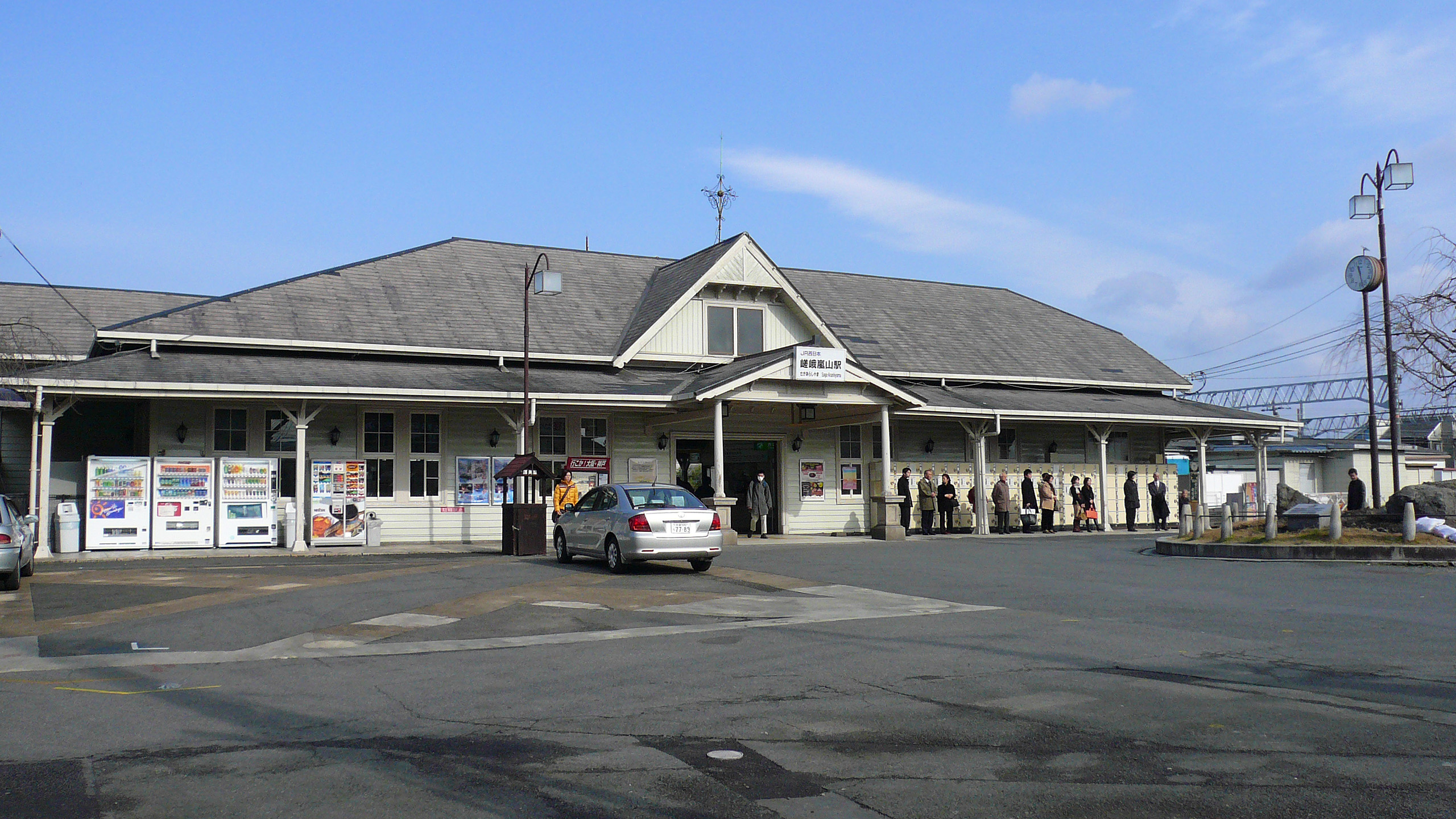
已在2007年6月解體的舊站房。解體之前曾是JR西日本管理範圍內最古老的現役站房。

嵯峨嵐山車站（日语：／ Saga-arashiyama eki */?）是由西日本旅客鐵道（JR西日本）所經營的鐵路車站，位於日本京都府京都市右京區。此站是山陰本線（嵯峨野線）的沿線車站，站前可以見到隸屬於嵯峨野觀光鐵道的小火車嵯峨車站與附設的展覽館「19世紀館」，因此在嵯峨嵐山車站的利用旅客中，有不小比例是來自日本國內外。而在此站下車的乘客大多為了轉搭觀光列車因而下車。此站位於JR西日本京都支社的管轄範圍內。當旅客在購買車票時，此站在JR的特定都區市內制度中為被計入京都市內區間的一部份。

## 簡介
此站在1897年初設時原名嵯峨，是京都鐵道啟用初期的終點站。之後京都鐵道收歸國有，陸續改名為「京都線」與「山陰本線」，再因國鐵分割民營化，最後成為JR西日本所屬的車站之一。1994年時才改為現名嵯峨嵐山，以便與名稱比較響亮的嵐山產生關連，提升觀光利用價值。
本站是JR車站裡面距離京都西郊觀光勝地、橫跨桂川的渡月橋最近的一個，因此容易被誤會位於嵐山地區。但實際上以當地的地區劃分來說，嵯峨嵐山車站所在的桂川北岸一般被稱為嵯峨野，而南岸才是真正的嵐山。包括名列世界遺產之一的天龍寺在內的許多名勝皆位於該站的步行距離內，而成為重要的觀光樞紐。
此站目前使用的站房是2008年底時才完工全面啟用的第二代站房，而在此之前的第一代站房從1897年京都鐵道通車以來就一直持續使用，因此在拆建之前原本是JR西日本麾下歷史最悠久的服務中站房。
京福電氣鐵道嵐山本線的終點站嵐電嵯峨車站位於本站南側幾個街廓之外（距離約300公尺），因此尚屬轉車便利的距離。而阪急嵐山線的終點站阪急嵐山車站，則是位於桂川南岸，因此中間需穿越渡月橋才能抵達，步行距離約20分鐘。

## 車站結構
本站為擁有島式月台2面4線，並設有待避設備的地面車站和跨站式站房的車站。

### 月台配置
| 月台 | 路線     | 方向 | 目的地                 |
| ---- | -------- | ---- | ---------------------- |
| 1、2 | 嵯峨野線 | 上行 | 二條、京都方向         |
| 3、4 | 嵯峨野線 | 下行 | 龜岡、園部、福知山方向 |

## 使用情況
1日平均上車人次如下表。
| 年度   | 1日平均 上車人次 |
| ------ | ---------------- |
| 1999年 | 4,868            |
| 2000年 | 4,800            |
| 2001年 | 4,822            |
| 2002年 | 4,789            |
| 2003年 | 4,912            |
| 2004年 | 4,871            |
| 2005年 | 5,159            |
| 2006年 | 5,170            |
| 2007年 | 5,332            |
| 2008年 | 5,241            |
| 2009年 | 4,959            |
| 2010年 | 5,186            |
| 2011年 | 5,527            |
| 2012年 | 5,855            |
| 2013年 | 6,049            |
| 2014年 | 6,225            |
| 2015年 | 6,891            |
| 2016年 | 7,499            |
| 2017年 | 8,159            |
| 2018年 | 8,244            |

### 各年度1日平均上車人次（1930年代—1940年代）
各年度1日平均上車人次如下表。
| 年度               | 1日平均 上車人次 |
| ------------------ | ---------------- |
| 1931年（昭和06年） | 692              |
| 1932年（昭和07年） | 600              |
| 1933年（昭和08年） | 327              |
| 1934年（昭和09年） | 625              |
| 1935年（昭和10年） | 392              |
| 1936年（昭和11年） | 905              |
| 1937年（昭和12年） | 406              |
| 1938年（昭和13年） | 869              |
| 1939年（昭和14年） | 446              |
| 1940年（昭和15年） | 862              |
| 1941年（昭和16年） | 1,104            |

## 相鄰車站
西日本旅客鐵道
 嵯峨野線（山陰本線）
■快速
圓町（JR-E05）－嵯峨嵐山（JR-E08）－龜岡（JR-E11）
■普通
太秦（JR-E07）－嵯峨嵐山（JR-E08）－保津峽（JR-E09）

## 外部連結
- 嵯峨嵐山｜車站資訊：JR出門網 - 西日本旅客鐵道